# Lilla Essingen
Lilla Essingen es una pequeña isla en el centro de Estocolmo, Suecia, localizada junto a la más grande isla vecina de Stora Essingen.
Ambas islas Essingen (Essingeöarna) son principalmente zonas residenciales, poseen menor densidad de población con presencia de bloques de viviendas, mientras que la más grande está salpicada de «villas». La autopista Essingeleden, que forma parte de la E4 Europa, pasa por encima de las dos islas recibe su nombre por estas islas.

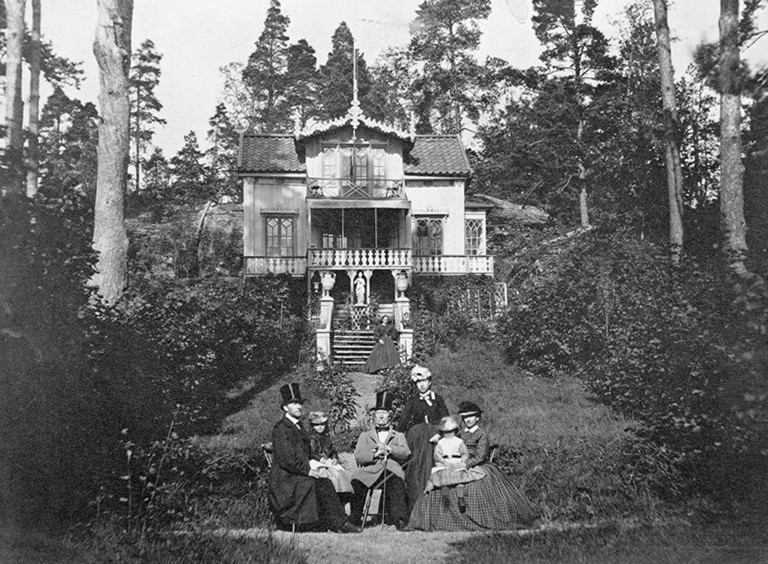
Lilla Essingen, 1867.